# Walther Bothe
Walther Wilhelm Georg Bothe, född 8 januari 1891 i Oranienburg, död 8 februari 1957 i Heidelberg, var en tysk fysiker, matematiker, kemist och nobelpristagare. Bothe erhöll 1954 Nobelpriset i fysik (tillsammans med Max Born) för sitt arbete och framtagande av koincidensmetoden. Han var professor i Berlin, Giessen och Heidelberg.
Bothe blev 1930 professor vid universitetet i Giessen och 1934 vid universitetet i Heidelberg och föreståndare för fysikaliska avdelningen vid Kaiser Wilhelm-sällskapet där. Han arbetade främst inom kärnfysikens områden. Tillsammans med Herbert Becker upptäckte han den genomträngande strålningen som utsändes av beryllium vid bombardemang med alfastrålar, vilket senare ledde till upptäckten av neutronen och den konstgjorda radioaktiviteten. Tillsammans med W. Kohlhörster utarbetade han en viktig metod för studium av den kosmiska strålningen, den så kallade koincidensmetoden.

## Publikationer

### Artiklar
- Walther Bothe och Hans Geiger Ein Weg zur experimentellen Nachprüfung der Theorie von Bohr, Kramers und Slater, Z. Phys. Volume 26, Number 1, 44 (1924)
- Walther Bothe Theoretische Betrachtungen über den Photoeffekt, Z. Phys. Volume 26, Number 1, 74-84 (1924)
- Walther Bothe och Hans Geiger Experimentelles zur Theorie von Bohr, Kramers un Slater, Die Naturwissenschaften Volume 13, 440-441 (1925)
- Walther Bothe och Hans Geiger Über das Wesen des Comptoneffekts: ein experimenteller Beitrag zur Theories der Strahlung, Z. Phys. Volume 32, Number 9, 639-663 (1925)
- W. Bothe och W. Gentner Herstellung neuer Isotope durch Kernphotoeffekt, Die Naturwissenschaften Volume 25, Issue 8, 126-126 (1937).
- Walther Bothe The Coincidence Method, Nobelföreläsning 1954, Nobelprize.org (1954)

### Böcker
- Walther Bothe Der Physiker und sein Werkzeug (Gruyter, 1944)
- Walther Bothe och Siegfried Flügge Kernphysik und kosmische Strahlen. T. 1 (Dieterich, 1948)
- Walther Bothe Der Streufehler bei der Ausmessung von Nebelkammerbahnen im Magnetfeld (Springer, 1948)
- Walther Bothe och Siegfried Flügge (red.) Nuclear Physics and Cosmic Rays [FIAT Review of German Science 1939 – 1945, Volumes 13 and 14 (Klemm, 1948)]
- Walther Bothe Theorie des Doppellinsen-b-Spektrometers (Springer, 1950)
- Walther Bothe Die Streuung von Elektronen in schrägen Folien (Springer, 1952)
- Walther Bothe och Siegfried Flügge Kernphysik und kosmische Strahlen. T. 2 (Dieterich, 1953)
- Karl H. Bauer och Walther Bothe Vom Atom zum Weltsystem (Kröner, 1954)